# 久保町駅
久保町駅（くぼちょうえき）は、かつて和歌山県和歌山市久保丁にあった南海電気鉄道（南海）和歌山港線の駅である。2005年（平成17年）11月27日に廃止された。
当駅 - 和歌山港駅間の和歌山港線は、和歌山県が第三種鉄道事業（保有）を行っている区間で、南海電気鉄道は第二種鉄道事業者（運送）となる。この境界は当駅廃止後もそのままとなっているため、当駅廃止後は県社分界点（けんしゃぶんかいてん）となった。

## 歴史
- 1956年（昭和31年）5月6日：和歌山港線とともに開業[3]。
- 2005年（平成17年）11月27日：築地橋駅・築港町駅とともに廃止。廃止後は「県社分界点」となる[4][1][2]。

## 駅構造

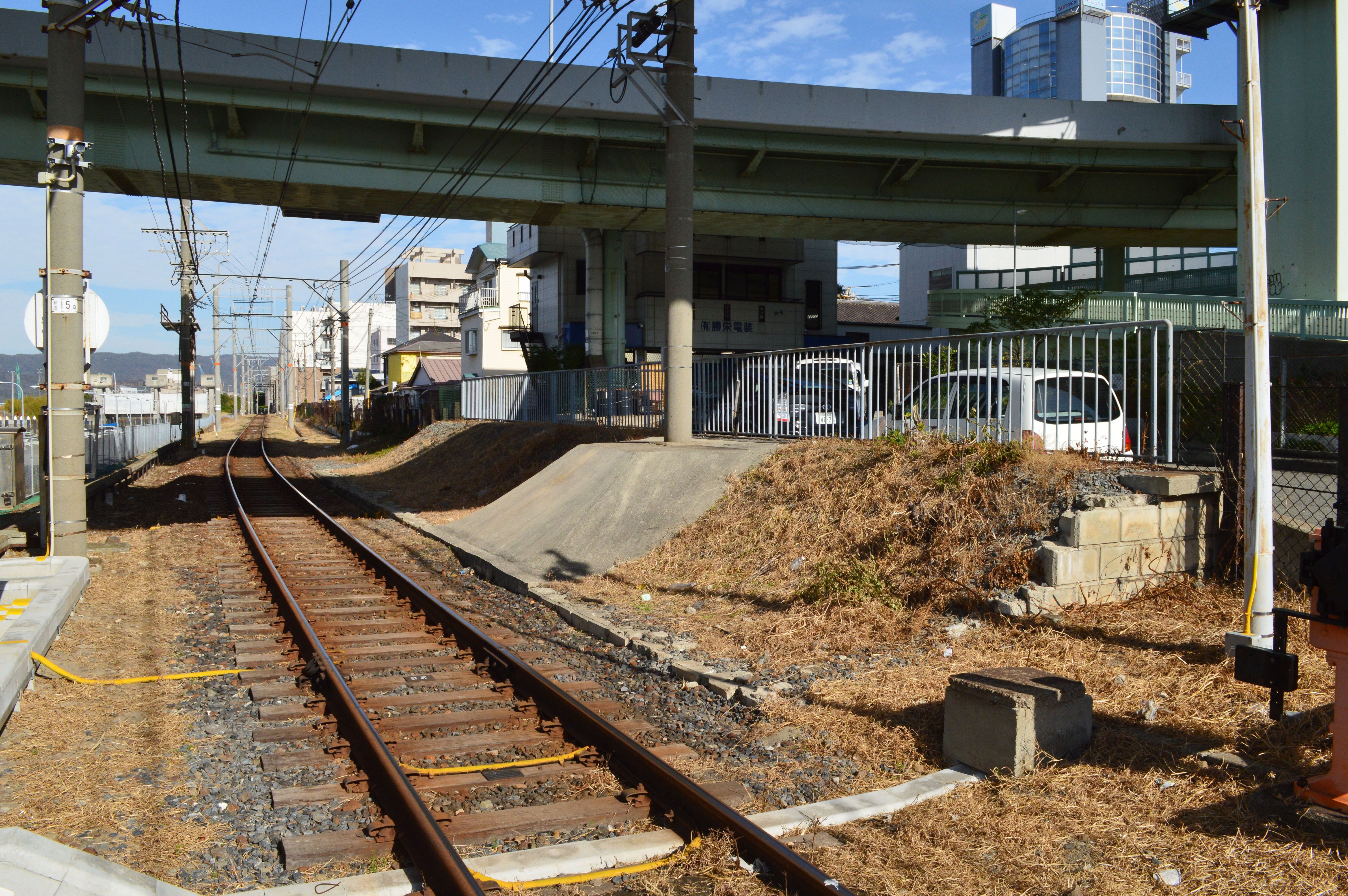
ホーム跡（2018年12月）

単式ホーム1面1線を持つ地上駅であった。ホームのみの無人駅で、自動券売機や自動改札機は設置されなかった。廃止後はホームが撤去されたが、残されたホーム上の柵やホーム部分の土盛りに痕跡がうかがえる。

## 駅周辺
当駅は、真上を和歌山県道752号和歌山阪南線が走り、程なく紀ノ川を越える紀ノ川大橋に至る位置にあった。なお、駅のすぐ西側を流れるのは紀ノ川支流の市堀川である。

## 利用状況
廃止前の一日平均乗降人員は、下記のとおり。
| 年度               | 1日平均 乗降人員 | 出典                     |
| ------------------ | ---------------- | ------------------------ |
| 1980年（昭和55年） | 134              | [ 和歌山県統計 1 ]       |
| 1985年（昭和60年） | 156              | [ 和歌山県統計 1 ]       |
| 1990年（平成02年） | 140              | [ 和歌山県統計 1 ]       |
| 1995年（平成07年） | 131              | [ 和歌山県統計 1 ]       |
| 2000年（平成12年） | 137              | [ 和歌山県統計 1 ]       |
| 2001年（平成13年） | 127              | [ 和歌山県統計 1 ]       |
| 2002年（平成14年） | 104              | [ 和歌山県統計 1 ] [ 1 ] |
| 2003年（平成15年） | 90               | [ 和歌山県統計 1 ] [ 1 ] |
| 2004年（平成16年） | 82               | [ 和歌山県統計 1 ] [ 1 ] |
| 2005年（平成17年） | 99               | [ 和歌山県統計 1 ]       |

## 隣の駅
南海電気鉄道
和歌山港線
現在
和歌山市駅 - （県社分界点） - 和歌山港駅
2005年11月27日以前
和歌山市駅 - 久保町駅 - 築地橋駅

#### 本文中の出典
1. 1 2 3 4 5  “和歌山港線中間3駅（久保町・築地橋・築港町）の廃止日決定について” (PDF).   南海電気鉄道 (2005年5月16日). 2006年10月8日時点のオリジナルよりアーカイブ。2018年3月7日閲覧。
2. 1 2  和歌山県. “南海電鉄の鉄道について”. 2021年8月14日閲覧。
3. 1 2  草町義和 (2018年3月5日). “意外? 日本一短い鉄道は「和歌山県」だった 南海和歌山港線の不思議 2ページ”.   乗りものニュース. 2018年3月7日閲覧。
4. 1 2  草町義和 (2018年3月5日). “意外? 日本一短い鉄道は「和歌山県」だった 南海和歌山港線の不思議 3ページ”.   乗りものニュース. 2018年3月7日閲覧。

#### 利用状況の出典
和歌山県公共交通機関等資料集
1. 1 2 3 4 5 6 7 8 9 10  “令和元年度和歌山県公共交通機関等資料集” (PDF).   和歌山県企画部地域振興局総合交通政策課. 2021年1月24日時点のオリジナルよりアーカイブ。2021年8月14日閲覧。